# Estratto di quebracho
L'estratto di quebracho è un prodotto contenente tannino che viene utilizzato nella concia delle pelli. 
Viene ricavatato dalla bollitura e dall'evaporazione sotto vuoto del legno della corteccia del quebracho colorado Schinopsis lorentzii.